# Eurhomalea salinensis
Eurhomalea salinensis is een tweekleppigensoort uit de familie van de Veneridae. De wetenschappelijke naam van de soort is voor het eerst geldig gepubliceerd in 1968 door Ramorino.